# Gorges du Gardon

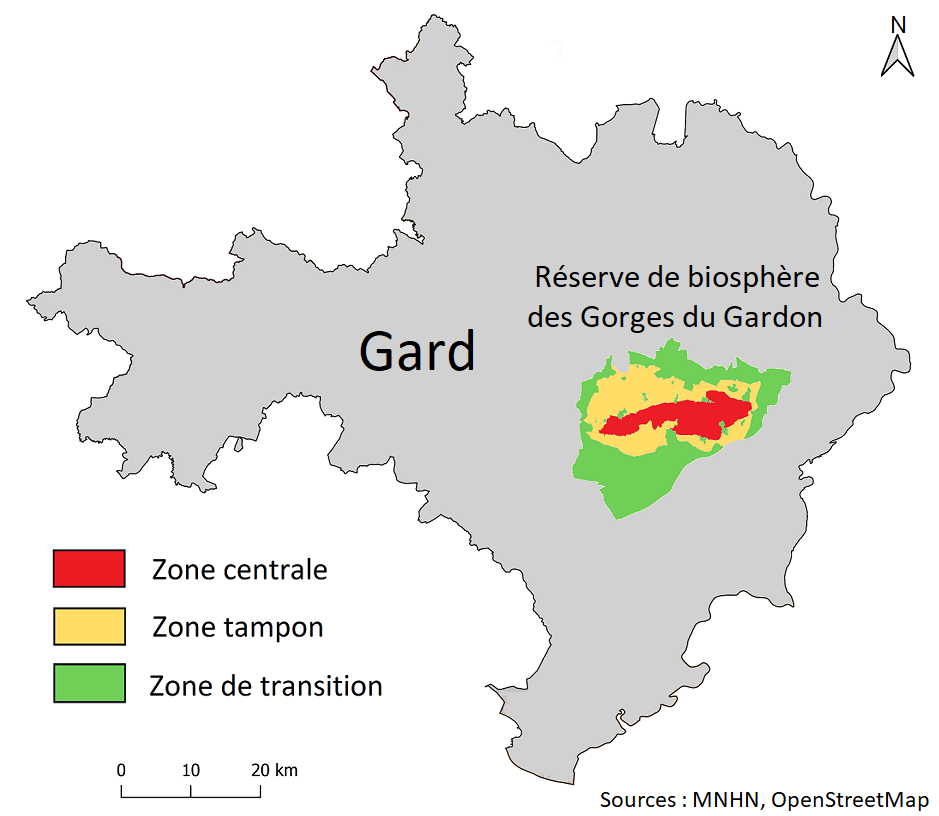
Carte de la réserve de biosphère des gorges du Gardon à l'échelle du Gard.

Les gorges du Gardon sont un canyon creusé par la rivière Gardon, affluent du Rhône qui prend sa source dans les hautes Cévennes. Elles se situent au nord de Nîmes, au cœur du département du Gard, en région Occitanie.

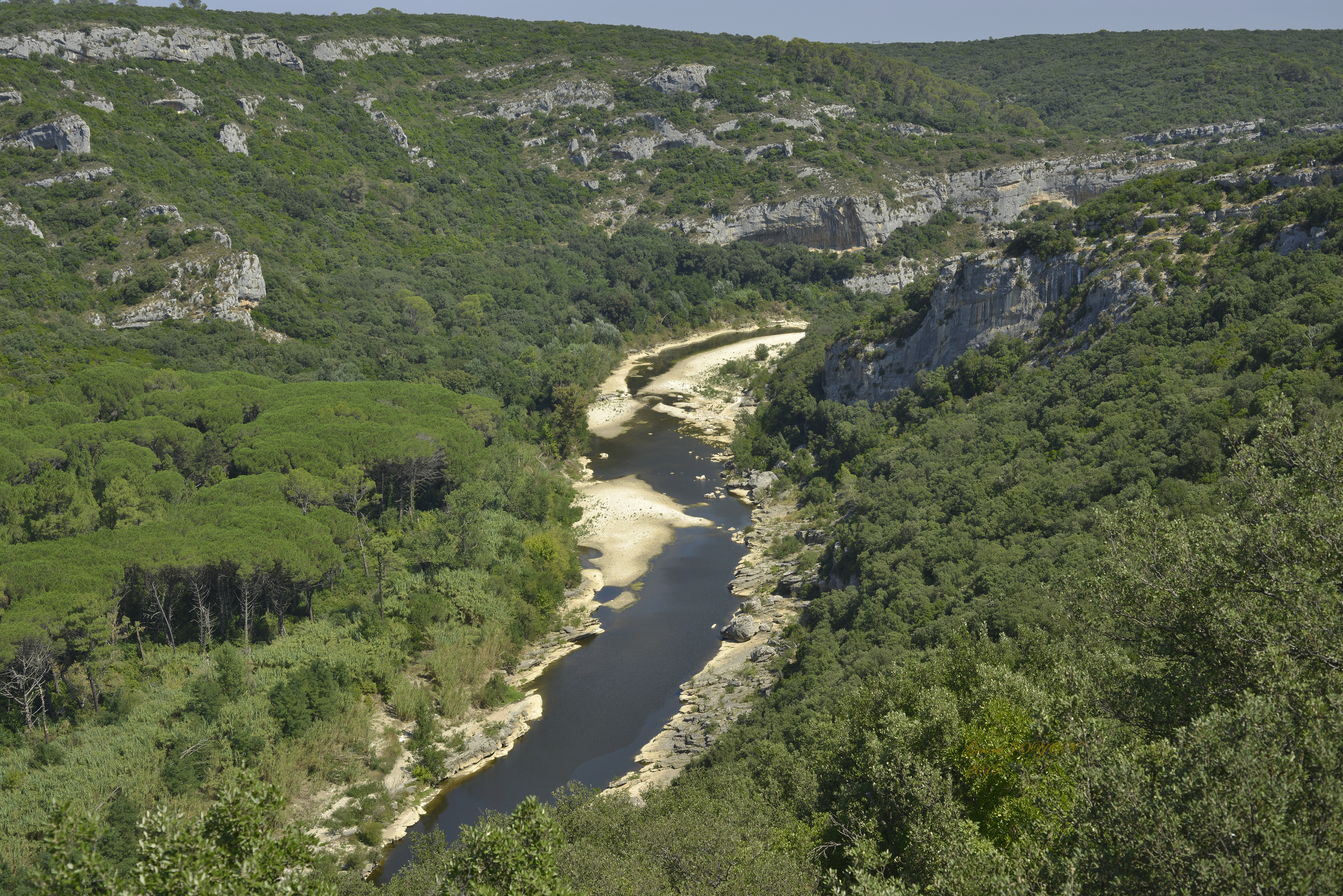
Au-dessus de la Cannelle, depuis la rive droite des gorges du Gardon.

## Géographie

### Topographie, hydrographie
Les gorges, creusées par l'eau en l'espace de 6 millions d'années, créent une faille de 150 mètres dans le calcaire et offrent un contraste paysager bien marqué entre les plateaux et le cours d'eau. Ces gorges sont orientées ouest/est. Certains hauts points permettent d'admirer le paysage spectaculaire ainsi que les villages médiévaux situés le long de la rivière. Pendant les mois les plus chauds, la rivière devient souterraine sur la première partie de son parcours et resurgit quelques kilomètres en aval. Cela explique pourquoi elle est toujours fraîche, même par temps de canicule. Son débit d'étiage est de à 2,5 m3/s au lieu-dit la Cannelle. Cependant, en automne, des crues importantes provoquées par des pluies intenses, les épisodes cévenols, peuvent donner à la rivière un débit de 5 000 m3/s, alors que celle-ci a 15 m3/s le reste de l'année. Ce phénomène de crue subite rappelle celui des oueds d'Afrique du Nord.

### Faune
Les gorges du Gardon abritent de nombreuses espèces aquatiques et terrestres remarquables dont certaines bénéficient d'une protection au niveau national ou européen. Près d'une centaine d'espèces d'oiseaux fréquentent le site. Parmi elles, les espèces les plus connues sont sans conteste l'aigle de Bonelli (Aquila fasciata) et le vautour percnoptère (Neophron percnopterus). En effet, sur les 1 000 aigles de Bonelli recensés en Europe, trois couples nichent dans les gorges du Gardon. Quant aux deux couples de vautours percnoptères, ils sont étroitement surveillés par le Syndicat mixte des gorges du Gardon.
En outre, le Gardon abrite 24 espèces de poissons, dont le blageon, le toxostome et la lamproie. Dix espèces de chauves-souris trouvent refuge dans la grotte de la Baume Saint-Vérédème, près du village de Collias, pour hiverner. Certaines de ces espèces sont menacées, comme le minioptère de Schreibers, le murin de Capaccini et le rhinolophe euryale.

## Histoire
Au cours de la Préhistoire, les gorges du Gardon étaient fréquentées par les groupes humains. C'était en effet un point stratégique, avec une forêt riche en animaux divers, une source d'eau potable et surtout, de nombreuses cavités pour se protéger à proximité. Après de nombreuses fouilles, plus d'une vingtaine de grottes abritant des traces de vie humaine a été recensée. Dans certaines grottes, notamment celle de Baume Latrone située à Sainte-Anastasie, on a retrouvé de nombreuses œuvres pariétales paléolithiques comprenant des peintures et des gravures de chevaux, de cerfs, de grands bovidés, de mammouths et de félins. La période du Néolithique a également marqué le territoire.
La fréquentation des gorges est estimée à 450 000 visiteurs par an.

## Protection environnementale
Les gorges du Gardon forment un site classé par décret ministériel du 19 avril 1982.
La réserve naturelle régionale des gorges du Gardon (RNR157) est une réserve naturelle régionale classée en 2007 qui occupe une surface de 491 hectares.
Le 9 juin 2015, les gorges du Gardon ont été désignées réserve de biosphère par l'UNESCO, coordonnée par le syndicat mixte des gorges du Gardon (SMGG). Elle est la 14e à obtenir ce titre en France. D'une superficie de 455 km2, elle englobe 26 communes, soit une population d'environ 250 000 habitants, avec les villes d'Uzès et de Nîmes. Son aire centrale forme une superficie de 78 km2, sa zone tampon une superficie de 139 km2 et son aire de transition une superficie de 238 km2.
Le 13 janvier 2017, dans le cadre du réseau européen d'espaces naturels Natura 2000, le Ministère a désigné « le Gardon et ses gorges » comme zone spéciale de conservation. Celle-ci devrait permettre de préserver les habitats naturels remarquables du site ainsi que les espèces animales qui y vivent, telles que les chauves-souris et le castor d’Europe.
Les gorges du Gardon sont labellisées Grand Site de France et ont rejoint le réseau des Grands Sites de France.